# Máu của Zeus
Máu của Zeus (tiếng Anh: Blood of Zeus) là loạt phim hoạt hình thần thoại của Mỹ do bộ đôi Charley cùng Vlas Parlapanides sáng tạo, Shaunt Nigoghossian làm đạo diễn, các studio Powerhouse Animation, Asia Minor Pictures (Mỹ) cùng Mua Film và Hanho Heung-Up (Hàn Quốc) phối hợp sản xuất. Phim được ra mắt chính thức vào ngày 27 tháng 10 năm 2020 trên Netflix.

## Sản xuất
Kịch bản phim được lên ý tưởng bởi hai anh em Charley Parlapanides và Vlas Parlapanides từ năm 2018, Shaunt Nigoghossian đảm nhận vai trò đạo diễn. Các studio Powerhouse Animation Studios, Asia Minor Pictures, Mua Film cùng với Hanho Heung-Up phụ trách sản xuất.

## Nội dung chính
Lấy cảm hứng từ thần thoại Hy Lạp, bộ phim xoay quanh câu chuyện về người anh hùng Heron. Anh là con trai của thần Zeus với hoàng hậu Electra thành Corinth. Trước anh còn một người anh trai sinh đôi cùng mẹ khác cha tên là Sapharim mà sau này chính là chúa tể của đội quân quỷ Demons- những kẻ phản thần mang trong mình sức mạnh của Người khổng lồ (Giants - hậu duệ của các Titan) và cũng là kẻ thù không đội trời chung với Heron. Cuộc chiến giữa hai anh em sinh đôi bị can thiệp bởi bàn tay của các vị thần, trong đó dẫn đầu hai phe là Zeus và Hera. Zeus vì muốn bảo vệ con trai nhưng Hera, vì ghen tuông và lòng hận thù dành cho Zeus, đã bí mật gặp Sapharim để bàn kế hoạch trả thù. Sau khi Sapharim tìm được chiếc vạc nhốt linh hồn của các Giants, Hera liền phá phong ấn và giải thoát bọn chúng hòng lật đổ ngọn Olympus. Một cuộc chiến ác liệt nổ ra; Zeus, các vị thần cùng với người anh hùng Heron đã chiến đấu dũng cảm để bảo vệ Olympus và sự tồn vong của nhân loại. Bên cạnh việc tái hiện cuộc sống thần linh đền Olympus, cuộc sống sinh hoạt của người dân Hi Lạp, bộ phim hoạt hình còn thể hiện được những mâu thuẫn nội bộ trong gia đình, từ cuộc hôn nhân thiếu niềm tin từ Zeus và Hera, mâu thuẫn giữa Hera và những vị thần như Hermes, Apollo - con rơi của Zeus, hay bi kịch ngang trái của gia đình Heron và Sapharim.

### Nhân vật
- Heron... Derek Phillips[1]
- Zeus... Jason O'Mara[2]
- Hera... Claudia Christian
- Serafeím... Elias Toufexis
- Êléktra... Mamie Gummer
- Evios... Chris Diamantopoulos
- Alesía... Jessica Henwick
- Aríane... Melina Kanakaredes
- Hermes... Matthew Mercer
- Kofi... Adetokumboh M'Cormack
- Apollo... Adam Croasdell
- Tà thần... Matt Lowe
- Mẹ Alesía... Jennifer Hale
- Lái buôn... Fred Tatasciore
- Kheiron... David Shaughnessy
- Vua Akrísios... Danny Jacobs
- Em gái Aríane... Vanessa Marshall

### Số tập
| TT. | Tiêu đề                       | Đạo diễn            | Biên kịch                                | Ngày phát sóng gốc   |
| --- | ----------------------------- | ------------------- | ---------------------------------------- | -------------------- |
| 1   | "Kêu gọi hành động"           | Shaunt Nigoghossian | Charles Parlapanides & Vlas Parlapanides | 27 tháng 10 năm 2020 |
| 2   | "Quá khứ lại là trang mở đầu" | Shaunt Nigoghossian | Charles Parlapanides & Vlas Parlapanides | 27 tháng 10 năm 2020 |
| 3   | "Cuộc đột kích"               | Shaunt Nigoghossian | Charles Parlapanides & Vlas Parlapanides | 27 tháng 10 năm 2020 |
| 4   | "Một con quái vật ra đời"     | Shaunt Nigoghossian | Charles Parlapanides & Vlas Parlapanides | 27 tháng 10 năm 2020 |
| 5   | "Trốn chạy hoặc chết"         | Shaunt Nigoghossian | Charles Parlapanides & Vlas Parlapanides | 27 tháng 10 năm 2020 |
| 6   | "Trở lại Olympus"             | Shaunt Nigoghossian | Charles Parlapanides & Vlas Parlapanides | 27 tháng 10 năm 2020 |
| 7   | "Cánh đồng Chết"              | Shaunt Nigoghossian | Charles Parlapanides & Vlas Parlapanides | 27 tháng 10 năm 2020 |
| 8   | "Cuộc chiến Olympus"          | Shaunt Nigoghossian | Charles Parlapanides & Vlas Parlapanides | 27 tháng 10 năm 2020 |

## Ra mắt
Nhan đề ban đầu của phim là "Huyền thoại Thần nhân và Anh hùng" (Gods & Heroes), sau đó được giản lược thành "Dòng dõi của Zeus" hoặc "Máu của Zeus" (Blood of Zeus). Phim bắt đầu công chiếu trên nền tảng Netflix từ ngày 27 tháng 10 năm 2020 với mỗi tuần một tập và dự định chia thành nhiều mùa, mỗi mùa từ 8 tới 10 tập.